# Dedoplis Mindori
Dedoplis Mindori (en georgiano: დედოფლის მინდორი, literalmente, "Prado de la reina") es un sitio arqueológico en la región este-central de Shida Kartli, Georgia. Es un sitio de múltiples capas, en el cual se han encontrado algunas herramientas de piedra de Acheulean y Mousterian, entierros desde la Edad del Bronce tardío hasta la Edad del Hierro, y varios asentamientos y entierros de la antigüedad clásica y la Edad Media. De particular importancia es un sustancial complejo de lo que alguna vez fueron edificios religiosos, datados entre los siglos II y I a C, e inscritos en la lista de los Monumentos culturales inamovibles de importancia nacional de Georgia. La llanura de Dedoplis Mindori se encuentra junto a un grupo de montículos, conocido como Aradetis Orgora, donde los hallazgos arqueológicos abarcan varios períodos de la secuencia cultural local, desde el calcolítico hasta la Alta Edad Media.

## Descripción
Dedoplis Mindori es una llanura que ocupa el área de aproximadamente 25 kilómetros cuadrados, unos 3 km al oeste del pueblo de Aradeti, municipio de Kareli. En su límite sur, donde el río Ptsa se une al Kurá cerca del pueblo de Doghlauri, está Aradetis Orgora, un grupo de tres montículos, el dominante conocido como Dedoplis Gora ("Colina de la reina") que se eleva a 34 m. sobre el río. Una serie de estudios de reconocimiento arqueológico exploraron tanto la llanura como los montículos en las décadas de 1950 y 1960, pero el estudio arqueológico sistemático del área se realizó bajo la dirección de Iulon Gagoshidze de 1972 a 1982. Las excavaciones revelaron un extenso complejo de edificios religiosos en Dedoplis Mindori y un complejo de palacio en Dedoplis Gora. Las excavaciones en Aradetis Orgora permanecen en curso, como parte del proyecto arqueológico georgiano-italiano de Shida Kartli, una colaboración del Museo Nacional de Georgia y la Universidad Ca 'Foscari de Venecia lanzada en 2009.
El santuario de Dedoplis Mindori es desconocido por la historia escrita. Según su excavador, Iulon Gagoshidze, podría haber servido como uno de los principales santuarios precristianos, y probablemente fue un santuario real, del antiguo reino de Kartli, conocido en el mundo clásico como Iberia. Los arqueólogos datan los templos entre el siglo II al siglo I a. C. A finales del siglo I d. C., el complejo fue destruido por un incendio. Esta datación es respaldada por la evidencia arqueológica combinada de un complejo de palacio en la cercana Dedoplis Gora: cerámica, artículos de bronce importados del Imperio Romano y el análisis de radiocarbono. Las puntas de flecha encontradas en los depósitos sugieren que el incendio fue resultado de un conflicto militar.

## Diseño
La porción central de la llanura de Dedoplis Mindori está ocupada por un complejo de edificios religiosos, con un área total de 4 ha (225 × 180 m). El complejo consta de ocho templos, dos puertas de acceso, viviendas y otras estructuras accesorias, construidas simultáneamente de acuerdo con un plan rectangular uniforme bien diseñado. Los edificios, orientados al sur-norte, rodean un patio central cuadrado, que mide 105 × 103 m. Tenían paredes de adobe, con zócalos de adoquines y, con la excepción del templo principal, estaban cubiertas con tejas de terracota. Las columnas de madera de los templos y las puertas estaban coronadas con capiteles de piedra arenisca, adornadas con elaborados tallados.
El templo principal se encuentra en el extremo sur del complejo. Con una sala de columnas como elemento arquitectónico central, su diseño está inspirado en una tradición arquitectónica aqueménida. Su gran pórtico de columnas abiertas y su cella cuadrada están rodeadas por una girola en tres lados. En el extremo norte del edificio hay un pórtico de dos columnas con balcón. La cella, con un área de 300 metros cuadrados, albergaba un altar debajo de una cúpula, sostenida por cuatro columnas; su podio de adobe ha sobrevivido hasta la actualidad. Las paredes del templo habían sido enlucidas y adornadas con murales. Un templo más pequeño de diseño similar se encuentra en el límite norte del patio, con un techo ambulatorio y de tejas inclinadas, lo que le da una apariencia "helenística". Otros seis lugares de culto arquitectónicamente más simples se encuentran cerca, cada uno con un pórtico abierto conectado a una cella cuadrada con una puerta. Los edificios religiosos están rodeados de viviendas contemporáneas, probablemente para quienes sirvieron en el santuario. Más de 400 m al noroeste, hay restos de un asentamiento de trabajadores de la construcción y artesanos, así como un pozo de arcilla, con una serie de cerámicas descartadas y rotas.